# Rémy Roubakha
Rémy Roubakha, né le 4 janvier 1958 à Paris 12e, est un acteur français,.

## Filmographie partielle

### Cinéma
- 1990 : Baby Blood d'Alain Robak
- 1995 : État des lieux de Jean-François Richet
- 1995 : Le Homard, de Artus de Penguern (court métrage) avec Isabelle Candelier, Gérard Loussine, Karine Lyachenko, Michel Vuillermoz, voix off de Artus de Penguern
- 1997 : Le Cousin d'Alain Corneau
- 1998 : Le Dîner de cons de Francis Veber
- 1999 : Le Schpountz de Gérard Oury
- 1999 : Un pur moment de rock'n roll de Manuel Boursinhac
- 2001 : Belphégor, le fantôme du Louvre de Jean-Paul Salomé
- 2002 : Adolphe de Benoît Jacquot
- 2003 : Bienvenue chez les Rozes de Francis Palluau
- 2004 : Arsène Lupin de Jean-Paul Salomé
- 2005 : La vie de Michel Muller est plus belle que la vôtre de Michel Muller
- 2005 : Le Petit Lieutenant de Xavier Beauvois
- 2007 : Chrysalis de Julien Leclercq
- 2007 : Pas douce de Jeanne Waltz
- 2008 : Enfin veuve d'Isabelle Mergault
- 2009 : Je suis heureux que ma mère soit vivante de Claude Miller et Nathan Miller
- 2012 : Comme un chef de Daniel Cohen
- 2012 : Hénaut Président de Michel Muller
- 2013 : Hôtel Normandy de Charles Nemes
- 2019 : L'Ordre des médecins de David Roux
- 2021: : L'Homme de la cave de Philippe Le Guay

### Télévision
- 1992 : Les Aventures du jeune Indiana Jones (Claude)
- 1993 : Une femme pour moi de Arnaud Sélignac
- 1996 : Julie Lescaut, épisode 3 saison 5, La Fête des mères de Josée Dayan : Gardien greffe
- 1997 : Julie Lescaut, épisode 3 saison 6, Abus de pouvoir d'Alain Wermus : Le vigile
- 1997 : PJ de Gérard Vergez
- 1998 : Qui mange qui ? de Dominique Tabuteau
- 1998 : H : Christophe
- 2002 : H : L'examinateur du permis de conduire
- 2004 : Maigret et le clochard : Jean Guillot
- 2005 : Le Crime des renards de Serge Meynard : Le curé
- 2007 : Samantha oups ! : Bernard, un garagiste, un marchand, un secouriste et un SDF
- 2007 : Bac +70 de Laurent Levy
- 2007 : La Parure de Claude Chabrol : Le concierge
- 2010 : Joséphine, ange gardien : Le voisin
- 2012 : Profilage : Le directeur du camping
- 2013 : Plus Belle La Vie : Reno
- 1995 : Navarro, épisode "la trahison de Ginou" de Patrick Jamain : Pierrot
- 1998 : Une femme d'honneur, épisode "Brûlé vif" de Bernard Uzan : Antoine
- 2021 : HPI (saison 2, épisode 4 « Enfant de »), réalisé par Vincent Jamain : Otar Baratachvili

## Doublage

### Cinéma

#### Films
- 1989 : Le Cercle des poètes disparus : Steven K. C. Meeks Jr. (Allelon Ruggiero)